# Noodzakelijk verdriet
Noodzakelijk verdriet is het debuutalbum van de Nederlandse artiest Froukje, en is uitgekomen op 12 januari 2024 op het label Frok 'n Roll. Het album bestaat uit 15 nummers. Ook is er een bonus track in de Deluxe Boxset van het album die later ook beschikbaar werd op streamingdiensten.  

## Achtergrond
Het album Noodzakelijk verdriet is een boodschap van Froukje waarmee ze haar generatie wil aanmoedigen om angst te zien als kans om uit je comfort zone te stappen, en dat angst niet iets slechts is. De titel Noodzakelijk verdriet suggereert dat het pijn en verdriet onvermijdelijk is in het leven, en dat je die pijn en verdriet moet zien als kans om door te groeien. Het album is het eerste grote project van Froukje sinds haar laatste ep Uitzinnig, die uitkwam in 2022.
In februari 2023 kwam de single Als ik God was uit. Ook bracht ze voor dit nummer een muziekvideo uit die op dezelfde dag uitkwam als het nummer zelf.
In mei 2023 bracht ze de single Naar het licht uit. Ook ging zij deze maand op tour. Tijdens deze tour maakte Froukje bekend dat ze bezig was met haar debuutalbum, en speelde zij voor het eerst ook het nieuwe, gelijknamige nummer Noodzakelijk verdriet. 

In juli 2023 postte Froukje op X (voormalig Twitter) het volgende: 
Vandaag mijn album geluisterd met allemaal fijne mensen en ik ben er echt opnieuw van gaan houden. Voel me eindelijk klaar om het af te ronden. 
Deze post heeft ze echter kort erna verwijderd. 
In oktober 2023 bracht ze de single Houden van mij uit. Ondanks dat Houden van mij pas in oktober 2023 op streamingdiensten gepubliceerd werd, was dit nummer al bij velen bekend door haar clubtour eerder dat jaar, waar zij het nummer ook al speelde. Ook postte Froukje rond deze tijd een kort stuk van het nummer We hebben de tijd op haar verhaal op Instagram. Die zou later ook op het album staan.  
Op 27 oktober 2023, kort na de release van Houden van mij, maakte Froukje op haar Instagram officieel bekend dat haar debuutalbum Noodzakelijk verdriet op 12 januari 2024 uit zou komen. 5 dagen na de aankondiging van het album maakte Froukje bekend dat ze tussen februari en april 2024 op tour zou gaan met haar nieuwe album.  
In december 2023, één maand voor de officiële release van het album, stond Froukje in Melkweg, Amsterdam voor haar try-out shows. Na de release van het album op 12 januari 2024 stond zij ook nog in Carré op 15 en 16 januari, een maand voor het begin van haar tour. 
Een paar dagen voor de release voor het album verscheen een snippet van Kwijt op onder andere TikTok en Instagram. Deze snippet van ongeveer 30 seconden werd door veel Froukje-fans gebruikt, voornamelijk op TikTok, waar zij hun enthousiasme deelden over de release van Froukjes debuutalbum. Na haar try-out shows in Melkweg postte Froukje nog een korte snippet van Kwijt in een Instagram-post. De twee snippets waren twee verschillende korte stukken van het nummer.  
Op 12 januari 2024, op dezelfde dag als de release van Noodzakelijk verdriet, bracht ze ook een muziekvideo uit, bijbehorend bij het eerst nummer op het album Kwijt. Naast Als ik God was is Kwijt het enige nummer op het album met een officiële bijbehorende muziekvideo.  
Op 17 mei 2024 bracht Froukje de bonus track Tetris uit. Deze was eerder al beschikbaar in de Deluxe Boxset van het album, en was ook te horen tijdens haar tour die plaatsvond aan het begin van 2024. Froukje postte een video op haar Spotify waarin zij zei dat ze het nummer tijdens de coronapandemie erg verslaafd was aan het spel Tetris, en er een nummer over heeft geschreven. Een dag eerder postte Froukje al een foto van het spel Tetris op haar verhaal op Instagram. Dit zou hinten naar de officiële release van het nummer op waaronder Spotify en Apple Music. Ook postte zij een live versie van het nummer op haar YouTube.   

## Hitnoteringen en prijzen
Het album stond in de week van de release al op nummer 1 in de Nederlandse Album Top 100, waar het zo'n 3 weken heeft gestaan. Ook heeft het album een week op nummer 1 gestaan in de Vlaamse Ultratop 200 Albums. Ook stonden Kwijt, Nu ik niet meer over je schrijf en Onbesproken respectievelijk op plek 27, 44 en 57 in de Nederlandse Single Top 100. 
Bij de 3FM Awards won Froukje de award voor 'Beste Song' met haar nummer Kwijt, en de award voor 'Beste Album' met Noodzakelijk verdriet.
In 2024 won Froukje met Noodzakelijk verdriet de 3voor12 Award. Deze prijs wordt ieder jaar uitgereikt aan het beste Nederlandse album. 

## Tracklist
1. Kwijt - 2:51
2. Nu ik niet meer over je schrijf - 3:07
3. Zonder liedjes - 3:00
4. Onbesproken - 2:51
5. Leeg restaurant - 1:33
6. Drijfzand - 3:06
7. Zeeën van liefde - 3:28
8. 23 mei - 2:46
9. Houden van mij - 2:18
10. Geef het terug - 2:43
11. Als ik God was - 2:52
12. Ik ben bang - 2:31
13. Noodzakelijk verdriet - 3:47
14. Naar het licht - 3:16
15. We hebben de tijd - 2:32
16. Tetris (bonus track) - 2:51 *

7" Single Deluxe Boxset
1. Tetris - 2:51
2. Houden van mij (live, 2023) - 2:25

(*Tetris stond bij de officiële release niet op het album die beschikbaar was op de streamingdiensten. Het nummer was tot 17 mei 2024 alleen beschikbaar in de Deluxe Boxset. Het nummer is later uitgebracht op de streamingdiensten, en staat hij wel in de tracklist, ondanks de latere release.)